# Iulia Bobeică
Iulia Bobeică-Bulie (născută Bobeică; n. 3 iulie 1967, Gorbănești, România) este o fostă canotoare română, laureată cu argint la Barcelona 1992.  A concurat sub numele de fată la Jocurile Olimpice de la 1992, iar sub numele de Iulia Bulie la Olimpiada din 1996.